# Malimbosa
Malimbosa is een geslacht van spinnen uit de familie wolfspinnen (Lycosidae).

## Soorten
De volgende soorten zijn bij het geslacht ingedeeld:
- Malimbosa lamperti (Strand, 1906)